# Вайпан, Виктор Алексеевич
Ви́ктор Алексе́евич Вайпан (род. 1964) — российский правовед, доктор юридических наук, доцент кафедры предпринимательского права (2011) и проректор Московского государственного университета (2018); заместитель директора в Институте законодательства и сравнительного правоведения при Правительстве РФ; главный редактор журналов «Вестник арбитражной практики» и «Право и экономика». В 2006 году получил юридическую премию «Фемида» — как главный редактор издательства «Юстицинформ». Заслуженный юрист Российской Федерации (2022).

## Биография
Виктор Вайпан родился 19 июня 1964 года в Волхове. Окончил (1986) юридический факультет Одесского государственного университета (с отличием) и поступил в аспирантуру Всесоюзного научно-исследовательский институт советского законодательства. Защитил кандидатскую диссертацию (1989) на тему «Реализация принципа социальной справедливости в правовом регулировании заработной платы рабочих и служащих» (досрочно).
Защитил докторскую диссертацию (2019) на тему «Реализация принципа социальной справедливости в правовом регулировании предпринимательской деятельности».
В конце существования СССР (1989), Вайпан стал научным сотрудником в Всесоюзного научно-исследовательского института советского государственного строительства и законодательства (сегодня — Институт законодательства и сравнительного правоведения при Правительстве РФ). Работал в институте до 2006 года, состоя заведующим отделом и заместителем директора. С 2006 году перешел в Московский государственный университет имени М. В. Ломоносова, где пять лет спустя стал доцентом на кафедре предпринимательского права, являющейся частью юридического факультета; также являлся заместителем декана юридического факультета — по развитию, экономике и финансам.
По состоянию на 2019 год, в рамках факультетского курса «Предпринимательское право» Вайпан читал для студентов МГУ лекции на три темы: об источниках предпринимательского права, по вопросам правового регулирования малого и среднего предпринимательства, а также — о правовом регулировании в России транспортной деятельности. Вёл также отдельный курс лекций по дисциплине «Инфраструктурное обеспечение рынка: правовое регулирование транспортной деятельности и связи». Руководил тремя кандидатскими диссертациями.
Помимо работы в университете, Вайпан является членом общественного совета при Федеральном агентстве по управлению государственным имуществом (Росимущество) и возглавляет исполнительный комитет московского отделения Ассоциации юристов России; состоит членом координационного совета в Международном союзе юристов. Вайпан является член-корреспондент Российской академии естественных наук (РАЕН) и главным редактором двух журналов: «Вестник арбитражной практики» и «Право и экономика». Возглавлял группу разработчиков Федерального закона «Об автомобильных дорогах и о дорожной деятельности».
В 2006 году Вайпан — как главред издательства «Юстицинформ» — получил юридическую премию «Фемида» (номинация — «Право и СМИ»).

## Работы
Виктор Вайпан является автором более двух сотен научных публикаций (включая семь монографий), посвященных предпринимательскому и гражданскому праву в России. В 2006 году полагал, что в «законе [об адвокатской деятельности и адвокатуре] оставлены определённые „зоны“ взаимных обязанностей… государства по отношению к адвокатуре и наоборот, а также определены „точки соприкосновения“ их взаимных интересов. Однако такие обязанности и интересы следует считать основанными скорее на партнерском равенстве сторон, нежели на административных принципах подчиненности и отчетности адвокатуры перед государством»:
- «Теория справедливости: право и экономика» (2017).
- «Настольная книга адвоката: Постатейный комментарий к Федеральному закону об адвокатской деятельности и адвокатуре в Российской Федерации» (М., 2006)[2][3].
- Трудовой контракт / Центр науч.-прикл. исслед. в обл. права «Юстицинформ»; [Сост. В. А. Вайпан]. — М. : Центр «Юстицинформ», 1991.
- Подлежит ли отмене решение арбитражного суда в связи с участием в деле стажера адвоката в качестве представителя доверителя по ордеру и доверенности в порядке выполнения отдельного поручения руководителя стажировки? // Право и экономика. — 2003. — № 4. — С. 71—73.
- Соотношение справедливости и предпринимательства в фокусе права // Юрист, 2019, № 1, С. 6—13.

## Награды
- Заслуженный юрист Российской Федерации (17 ноября 2022 года) — за заслуги в научно-педагогической деятельности, подготовке квалифицированных специалистов и многолетнюю добросовестную работу[4]
- Почетная грамота Московской городской Думы (2014),
- Почетная грамота Министерства юстиции РФ (2016),
- Благодарность Федеральной антимонопольной службы (2017),
- Почетный юрист города Москвы (2008).